# Jacques Hintzy
Jacques Hintzy, nascido a 25 de junho de 1937 em Charenton-le-Pont e falecido a 20 de outubro de 2013 em Versalhes, é um publicista francês, antigo presidente do comité francês da UNICEF. Foi substituído em 2012 por Michèle Barzach.

## Biografia
Formado pela HEC Paris e pela Sciences Po em 1958, participou na equipa, como funcionário da Havas, de Valéry Giscard d'Estaing durante as eleições presidenciais francesas de 1974. A sua função era preparar documentos de propaganda.
Utilizou as suas competências publicitárias envolvendo a UNICEF em comunicações publicitárias e marketing direto.
Jacques Hintzy está sepultado na capela da família, no Cemitério Norte de Puy-en-Velay.